# یواس‌اس اونوتا (۱۸۶۴)
یواس‌اس اونوتا (۱۸۶۴) (به انگلیسی: USS Oneota (1864)) یک کشتی بود که طول آن ۲۲۵ فوت (۶۸٫۶ متر) بود. این کشتی در سال ۱۸۶۴ ساخته شد.